# Prosansanosmilus
Prosansanosmilus (лат.) — вымерший род кошкообразных хищных, млекопитающих из семейства Barbourofelidae, обитавших в Европе в эпоху позднего миоцена (16,9—7,246 млн лет назад) и существовавших около 9,654 млн лет. В род включают вид Prosansanosmilus peregrinus, который вымер в эпоху миоцена.

## Таксономия
Типовой вид Prosansanosmilus peregrinus был назван Heizmann et al. в 1980 году. Был отнесён к нимравинам Heizmann et al. (1980); к кошачьим у Кэрролла (1988); к Barbourofelinae у Брайанта (1991); и к Barbourofelidae (Morlo et al., 2004) и Morlo (2006).
Второй вид, P. eggeri из среднемиоценового местонахождения Сандельцхаузен, Германия, был описан в 2004 году. Он отличался от других европейских Barbourofelidae более плезиоморфной («предковой») морфологией, с менее развитыми сабельными клыками и был меньше. Однако стратиграфически вид моложе, чем P. peregrinus, и, вероятно, является частью африканской фауны, иммигрировавшей в Европу в среднем эоцене.

## Распространение
P. peregrinus обитал в MN4 Франции и Германии. Две окаменелости P. peregrinus были найдены во Франции и ещё две в Германии. P. peregrinus был наземным существом.

## Морфология
Как и все Barbourofelidae, Prosansanosmilus был очень мускулистым, коротколапым и, вероятно, передвигался на ступнях. Существует только два вида Prosanosmilus, которые обитали в Испании, Франции и Германии в эпоху позднего миоцена.